# Raphael Ris
Raphael Ris (auch: Raphael Ries; geb. 14. Mai 1728 in Niederhagenthal, Elsass; gest. 25. Mai 1813 in Endingen AG) war ein Schweizer Rabbiner und Kabbalist.

## Leben

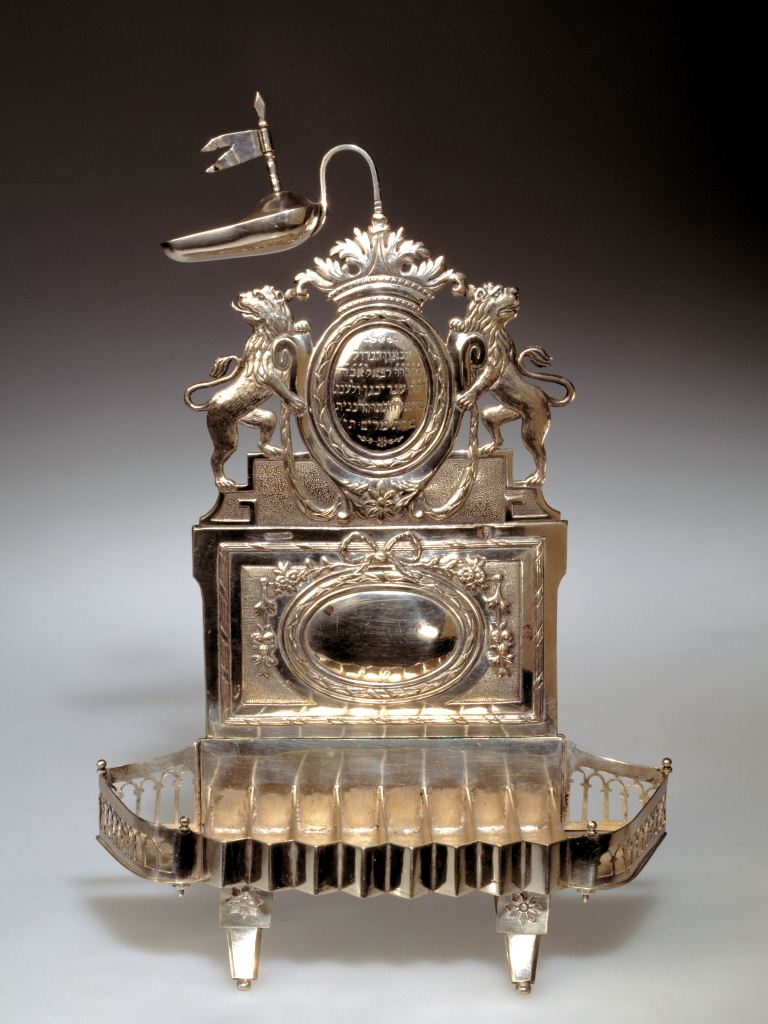
Chanukkalampe des Rabbiners Raphael Ris, ausgestellt im Jüdischen Museum der Schweiz in Basel

Raphael Ris, Sohn des Abraham Ris, lehrte nach ausgedehnten talmudischen Studien ab etwa 1768 an der Jeschiwa des Wolf Reichshofer in Buchsweiler. Um 1784 war er Leiter einer kleinen Jeschiwa in Niederhagenthal. Im Sommer 1786 zog er aus dem Elsass in den Aargau. Im dortigen Surbtal lebte er fortan in Endingen und war von 1788 bis zu seinem Tod Rabbiner für Lengnau AG und Endingen. Sein Sohn Abraham Ris wurde zu seinem Nachfolger.
Im Jahr 2000 widmete das Jüdische Museum der Schweiz der Familie Ris eine Sonderausstellung: Die Rabbiner Ris. Eine Familie in der Region. Zum Bestand des Jüdischen Museums der Schweiz in Basel gehört eine Chanukkalampe von Raphael Ris, die 1804 in einer Augsburger Silberwerkstatt gefertigt wurde.
Raphael Ris ist bestattet auf dem Jüdischen Friedhof in Endingen. Im Eingangsbereich befindet sich eine Hinweistafel zur leichteren Auffindung seines bis heute besuchten Grabes.